# Enchufe.tv
Enchufe.tv est une web-série équatorienne produite par Touché Films, basée dans la capitale de l'Équateur, Quito. La série consiste en des sketches comiques publiées sur leur chaîne YouTube et sur la chaîne de télévision équatorienne Ecuavisa.

## Origines

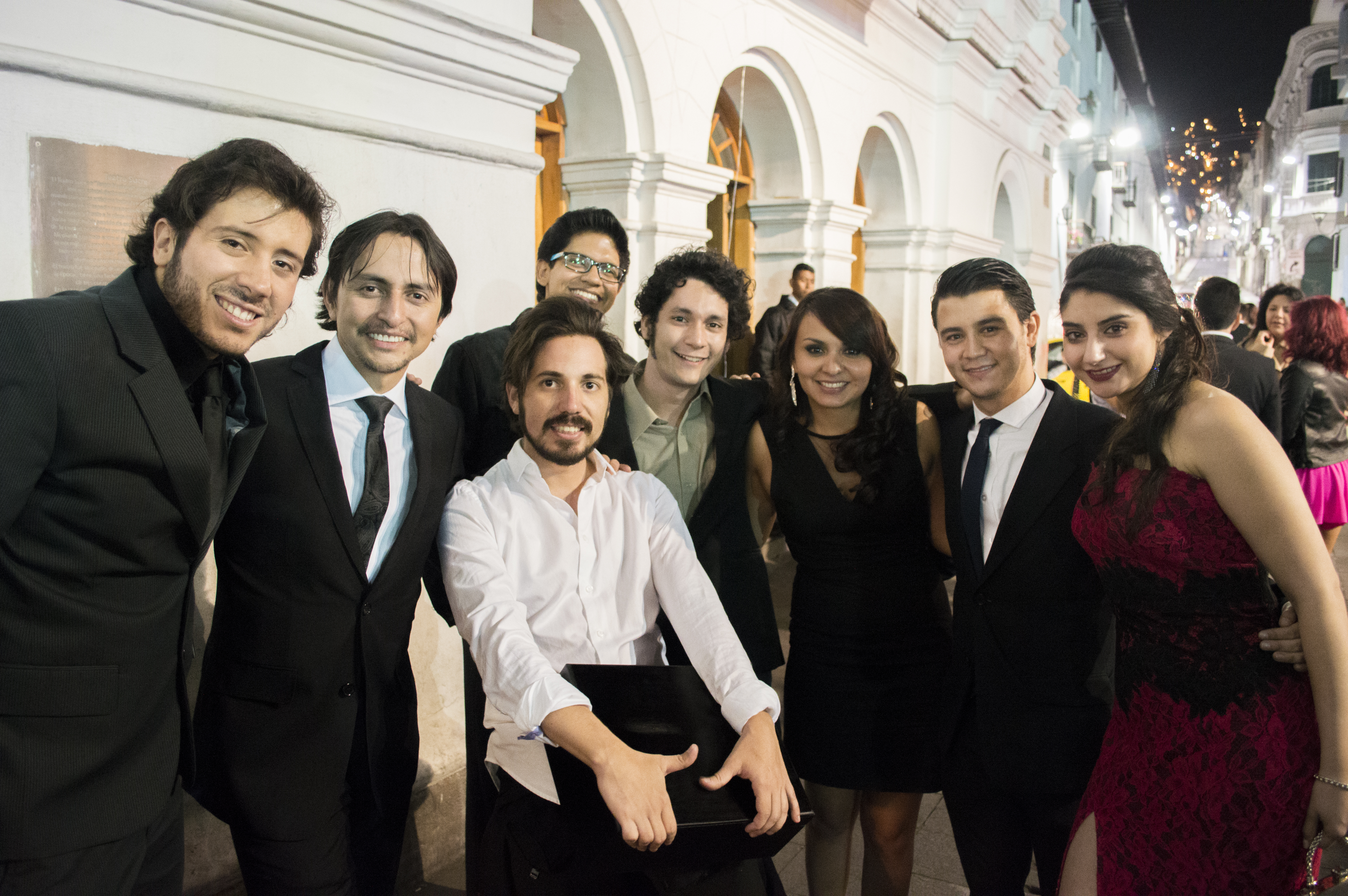
Une partie du casting de Enchufe.tv en 2015.

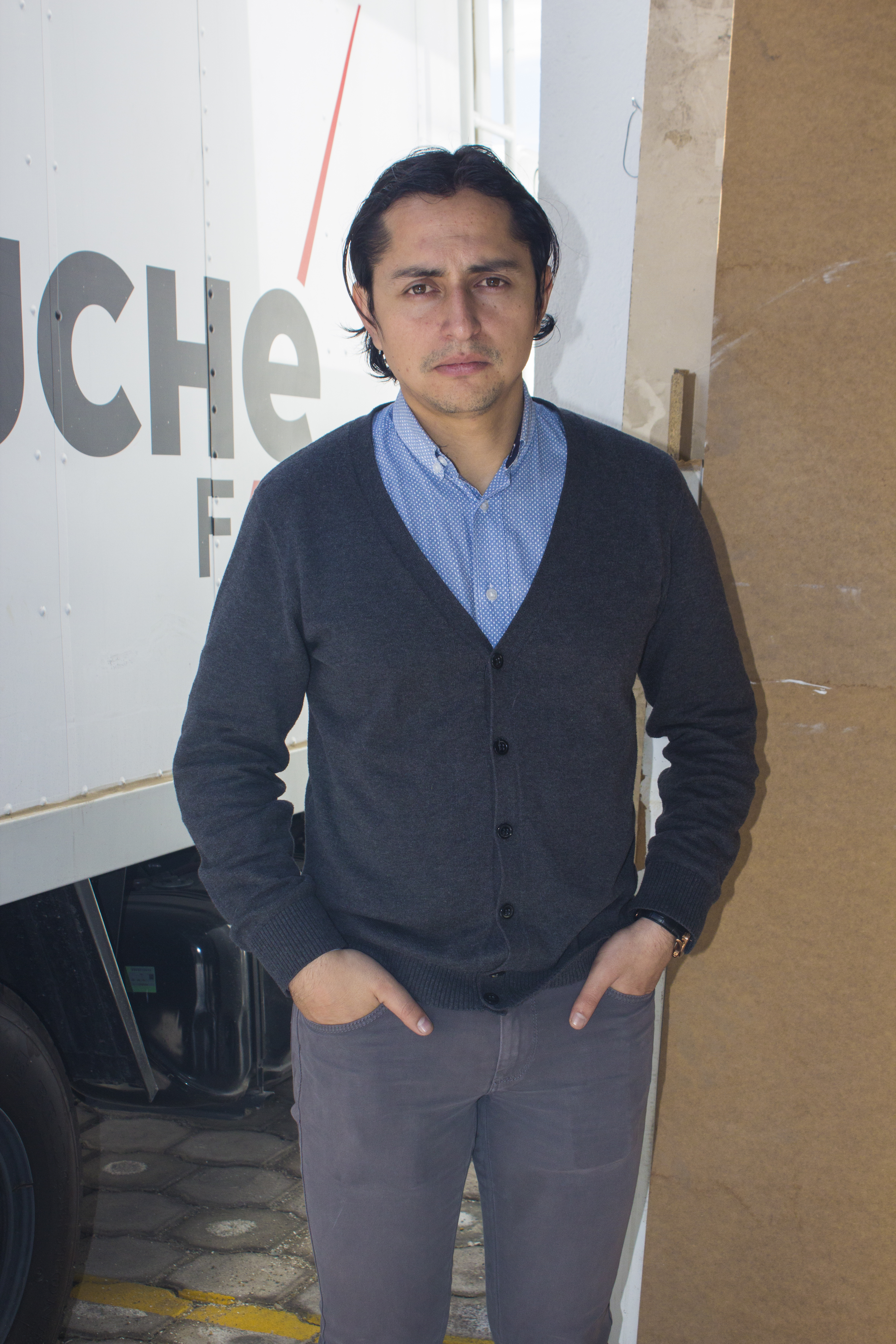
Orlando Herrera.

En 2011, les cinéastes équatoriens Leonardo Robalino, Christian Moya, Martín Domínguez and Jorge Ulloa, déçus de l'état de la production audiovisuelle équatorienne, décidèrent d'entamer la production de courtes vidéos humoristiques, diffusées sur internet,. En novembre de cette même année,, la chaîne YouTube de Enchufe.tv a été créée.

## Genre
Les sketches, durant entre quatre et cinq minutes sortent tous les dimanches, et les « microYAPA » (situations d'entre 10 et 60 secondes) sortent les mardis. Chaque jeudi sort un « Promo », en anticipation du sketch de dimanche,.
Les sketches reflètent de la vie quotidienne équatorienne, tout en évitant les stéréotypes ou les thèmes trop controversés. Les histoires traitent de l'ironie des expériences personnelles, des dictons populaires, des traditions équatoriennes, de la famille et de l'amour, aboutissant à un programme apprécié par de nombreuses couches de la population.

## Succès

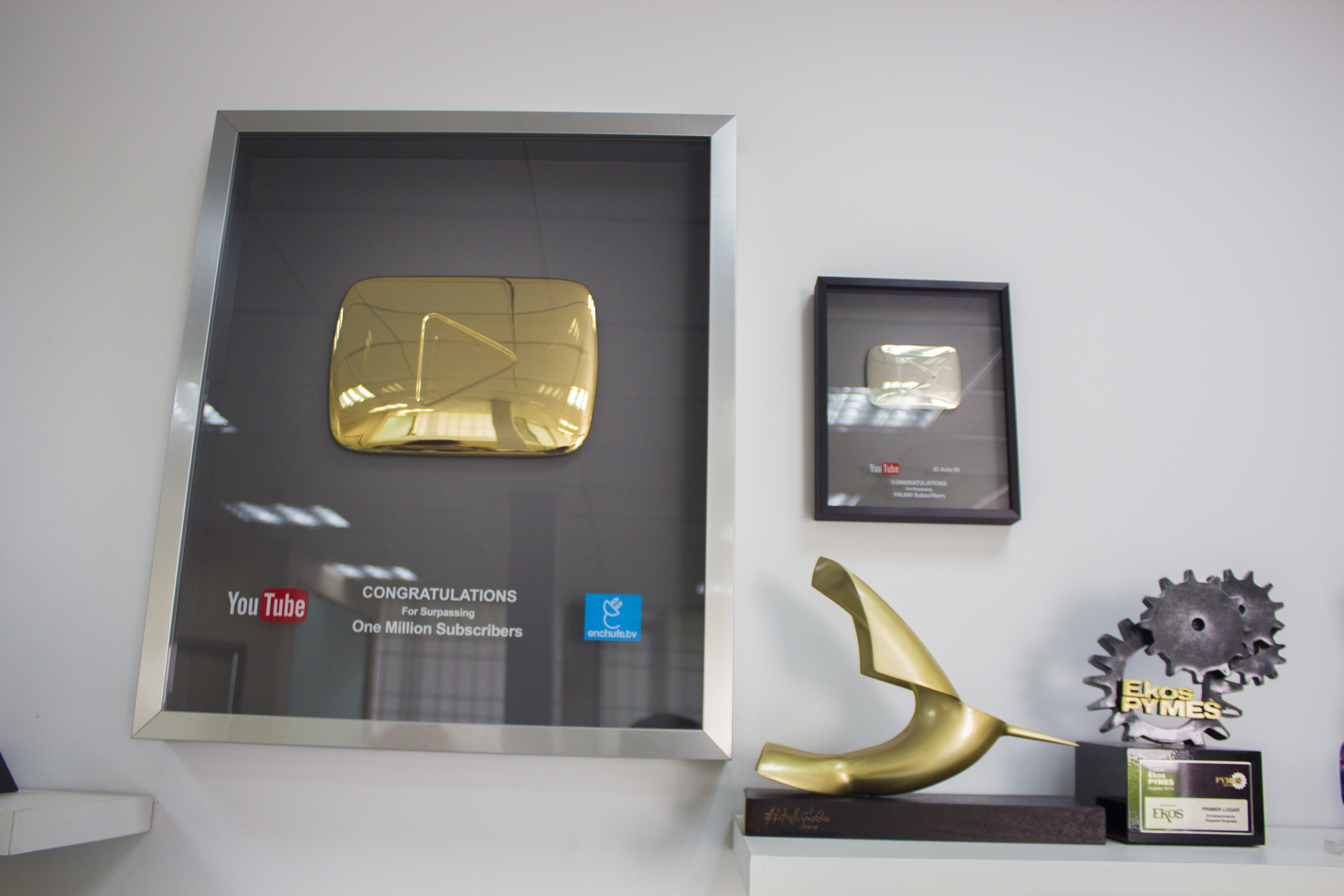
YouTube Golden Play pour Enchufe.tv pour atteindre le premier million d'abonnés avec plusieurs prix.

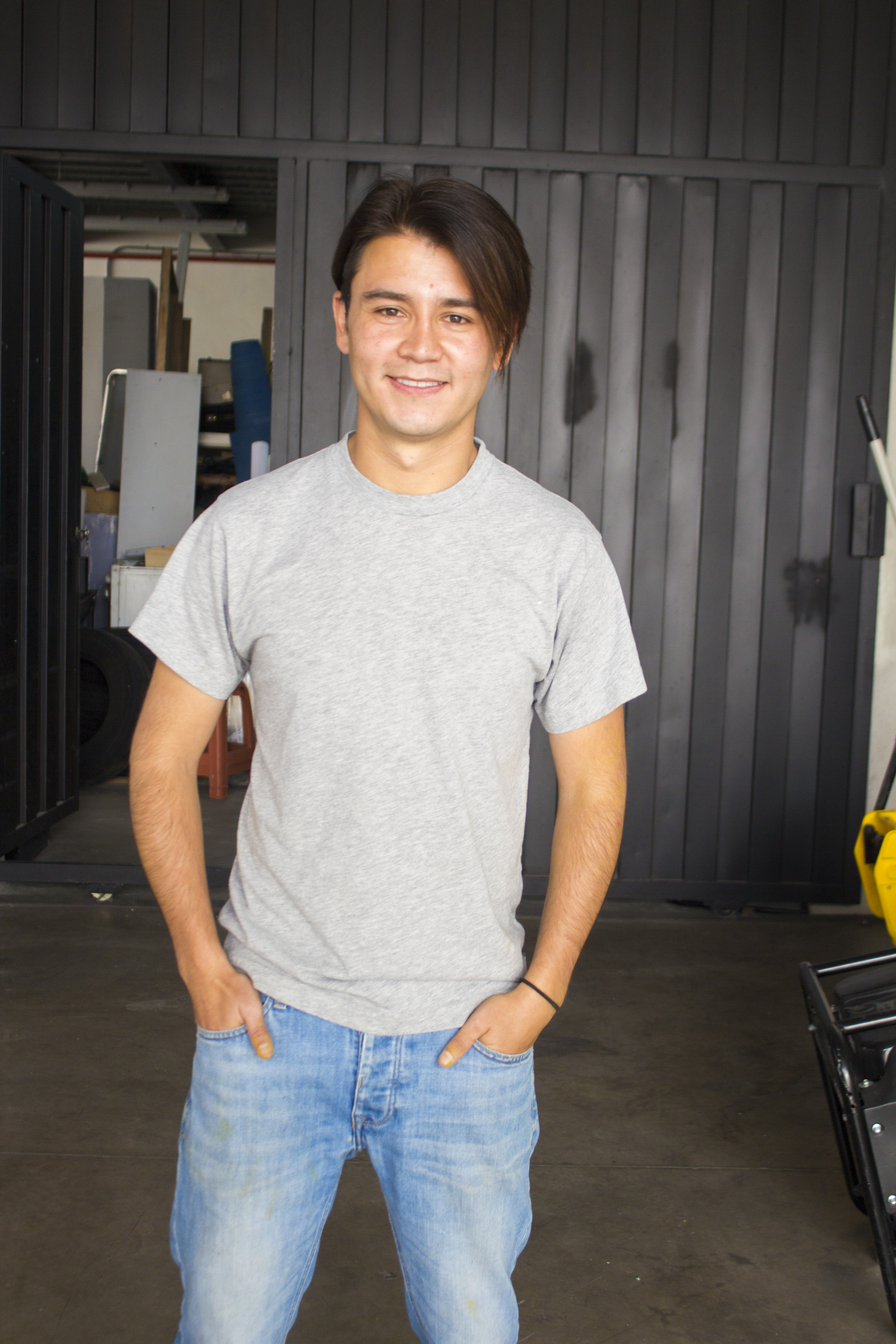
Raúl Santana.

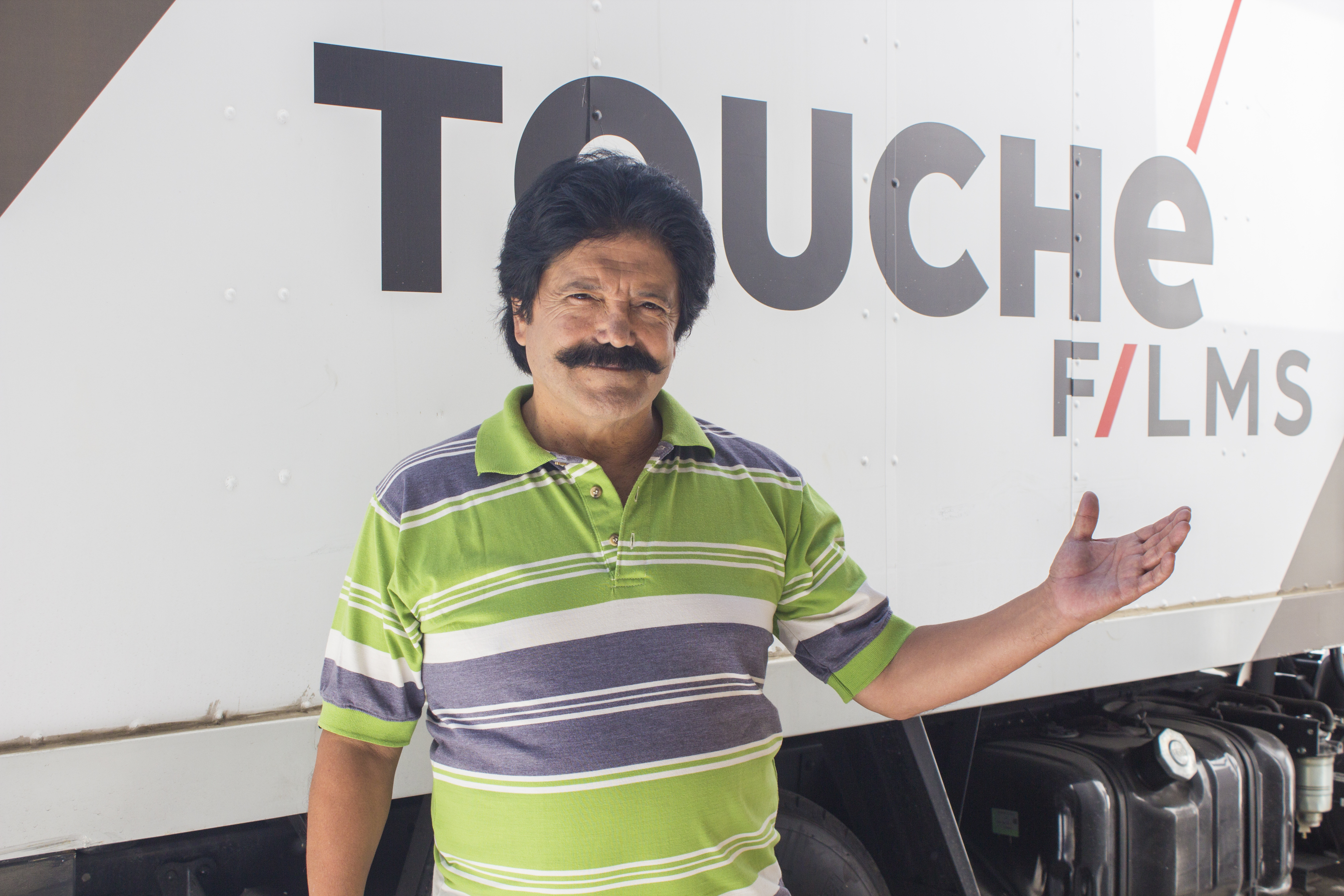
Mosquito Mosquera.

La chaîne Youtube d'Enchufe.TV a désormais plus de 23 millions d'abonnés, et plus d'1 million de visites par jour,,. Au présent, leur chaîne Youtube est la 49e plus grande du site web en termes d'inscriptions,. De plus, ils ont plus de 8 million de "likes" pour leur page Facebook. Selon les statistiques datant de mi-2013, la plus grande audience vient du Mexique, suivie par la Colombie, le Pérou et l'Équateur.
Le 3 novembre 2013, YouTube leur a décerné un Play d'Or, un prix attribué aux chaînes ayant surpassé 1 million d'abonnés.
Le 7 septembre 2014, Enchufe.tv gagne le prix du meilleur programme au Streamy Awards.
En 2015 et 2016, les acteurs d'Enchufe.tv sont apparus dans le YouTube Rewind.

## Production
Le directeur créatif est Jorge Ulloa, le producteur général est Martín Domínguez, le producteur exécutif est Andres Centeno et le cinématographe est Christian Moya. Tous sont copropriétaires de la compagnie mère, Touché Films.

### Acteurs principaux
- Orlando Herrera
- Carolina Pérez
- Raúl Santana
- Jorge Ulloa
- Erika Russo
- Leonardo Robalino
- Nataly Valencia
- Daniel Paez
- Carla Yepez
- Esteban Jaramillo
- Francisco Viñachi

## Liens Externes
- YouTube Channel